# Konfederacja Illinois
Konfederacja Illinois, czasami nazywana Związkiem Illiniweków lub Illini – federacja kilkunastu plemion Indian Ameryki Północnej z grupy algonkińskiej, zamieszkujących w XVIII wieku tereny dzisiejszego stanu Illinois, południa Wisconsin, a także części stanów Iowa i Missouri. Pierwszym Europejczykiem, który się z nimi zetknął, był jezuita Jacques Marquette, który napotkał ich w czasie podróży odkrywczej w dół rzeki Missisipi w 1673 roku.
Ich nazwa wywodzi się z algonkińskiego słowa illini, co oznacza człowieka (w połączeniu z francuską końcówką -ois dało to późniejszą nazwę stanu). Głównym plemieniem federacji było plemię Kaskaskia, którego wysłannicy zamordowali wodza Pontiaka w 1769 roku, co doprowadziło do wojny, w wyniku której Illiniwekowie zostali prawie całkowicie wybici. Nazwa federacji plemion przetrwała w nazwie stanu, rzeki i wielu miejsc w stanach Arkansas, Idaho, Montana i Oregon.
Plemionami tymi były Kaskaskia, Cahokia, Peoria, Tamaroa, Moingwena, Michigamea, Albiui, Amonokoa, Chepoussa, Chinkoa, Coiracoentanon, Espeminkia, Maroa, Matchinkoa, Michibousa, Negawichi i Tapouara. W chwili pojawienia się na tych terenach Europejczyków w XVII wieku liczyły łącznie przypuszczalnie kilka tysięcy ludzi.